# Broekheurnerbeek

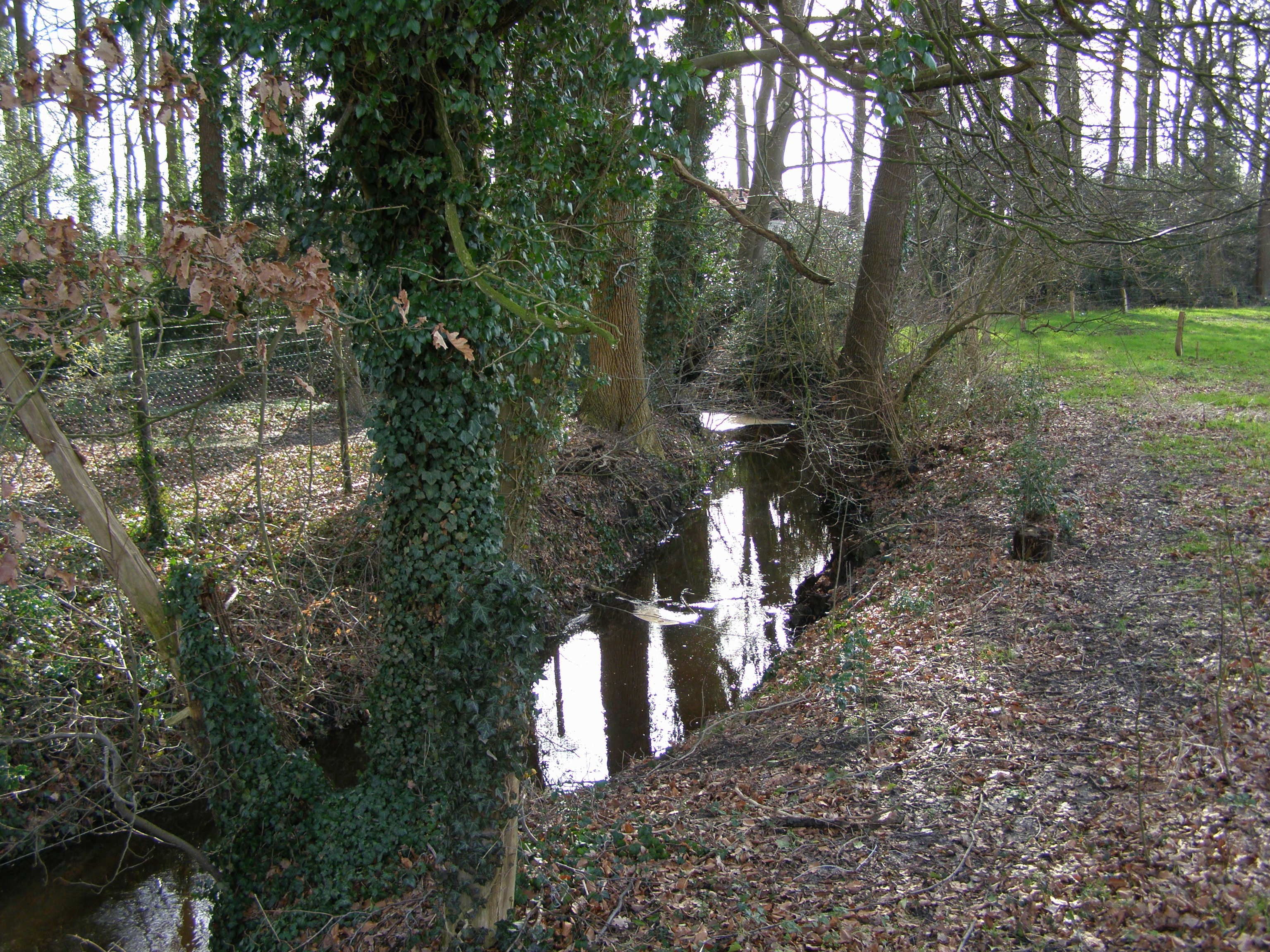
De Broekheurnerbeek in de buurt van Helmerhoek

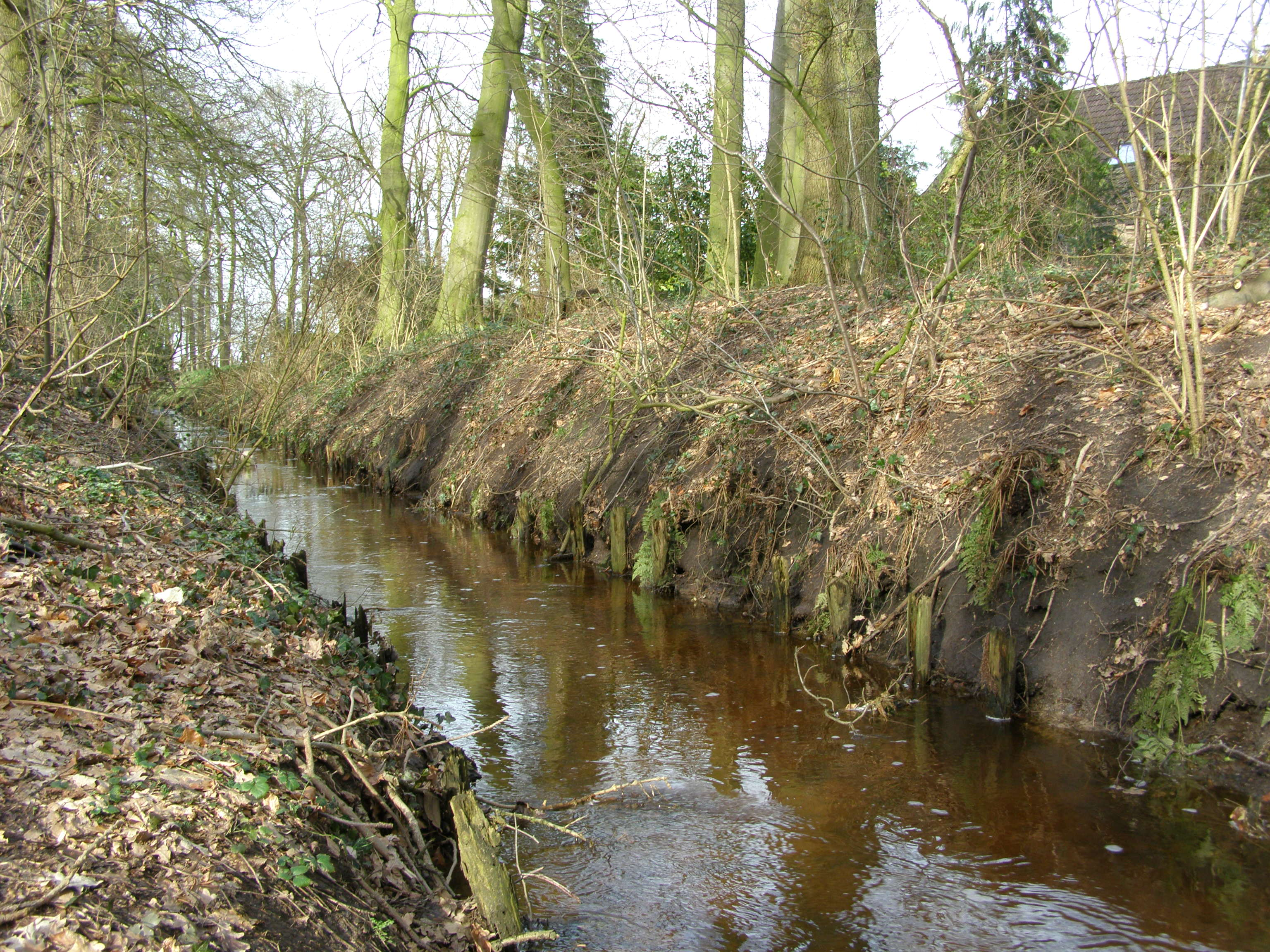
De Broekheurnerbeek ten zuiden van de Usseleres

De Broekheurnerbeek is een beek in de omgeving van  Enschede in de Nederlandse provincie Overijssel. De beek stroomt van Broekheurne ten zuiden van Enschede via de wijk Helmerhoek en langs de zuidrand van de Usseleres. De beek stroomt langs Boekelerhoek naar het noordwesten om uit te monden in de Nieuwe Oelerbeek.
De beek staat in verbinding met de Bruninksbeek, die over de grens met Duitsland ontspringt bij de buurtschap Brook.